# غونار بليكس
غونار بليكس (بالسويدية: Gunnar Blix)‏ هو كيميائي سويدي، ولد في 7 سبتمبر 1894 في لوند في السويد، وتوفي في 10 يونيو 1981 في أوبسالا في السويد.